# 야스쿠니 신사 논쟁
야스쿠니 신사를 관련한 논쟁이 많이 이루어지고 있다. 특히, 일본 정치인들의 야스쿠니 신사의 참배와 관련하여 일본과 한국, 중국 등 서로간의 입장 차이에서 발생되는 국제적인 문제가 주된 논쟁이다.

## 개요
이 사건의 발단으로 야기된 문제는 1948년 극동국제군사재판에서 A급 전범으로 사형당한 도조 히데키 등 A급 전범의 합사 문제와 일본과 2차대전 피해국들의 역사 인식 문제 등이 쟁점이다.

## 논점
- 일본의 식민지 지배에 관한 피해국과 일본의 역사인식 문제
- 야스쿠니 신사에 합사된 A급 전범에 관한 문제

## 관련 역사
- A급 전범 14명이 야스쿠니 신사에 합사되기 이전의 야스쿠니 신사 참배(1869년 ~ 1978년, 국제법상 허용)
  - 1945년 8월 : 히가시쿠니 나루히코(東久邇稔彦) 전 수상, 취임 이튿날 야스쿠니 신사 참배(총 1차례)
  - 1945년 10월 : 시데하라 기주로(幣原喜重郞) 전 수상, 취임 당일 참배(총 2차례)
  - 1951년 10월 : 요시다 시게루(吉田茂) 총리 첫 번째 참배(총 5차례)
  - 1957년 4월 : 기시 노부스케(岸信介) 총리 첫 번째 참배(총 2차례)
  - 1960년 10월 : 이케다 하야토(池田勇人) 총리 첫 번째 참배(총 5차례)
  - 1965년 4월 : 사토 에이사쿠(佐藤英作) 총리 첫 참배(총 11차례)
  - 1972년 7월 : 다나카 가쿠에이(田中角榮) 총리 취임 이틑날 첫 참배(총 5차례)
  - 1975년 4월 : 미키 다케오(三木武夫) 총리, 전후 총리로선 처음으로 종전일 야스쿠니 신사 참배.
  - 1975년 5월 : 엘리자베스 2세 영국 여왕이 1975년 5월 영국 왕실 수장으로는 처음으로 일본을 방문했을 때 야스쿠니 신사가 걸림돌이 돼 외교 일정을 변경했던 사실이 뒤늦게 밝혀졌다고 요미우리신문이 16일 보도했다[1].
  - 1977년 4월 : 후쿠다 다케오(福田赳夫) 전 총리 첫 참배(총 4차례)
- 1978년 10월 도조 히데키 등 A급 전범 14명 비밀리 합사 이후 야스쿠니 신사 참배(1978년 ~ 현재, 국제법상 불법)
  - 1985년 8월 15일 : 나카소네 야스히로 총리 야스쿠니 신사를 참배
  - 1996년 7월 29일 : 하시모토 류타로 총리 야스쿠니 신사 참배
  - 2001년 8월 13일 : 고이즈미 준이치로 총리 야스쿠니 신사 1차 참배
  - 2002년 4월 21일 : 고이즈미 총리 야스쿠니 신사 2차 참배
  - 2003년 1월 14일 : 고이즈미 총리 야스쿠니 신사 3차 참배
  - 2004년 1월 1일 : 고이즈미 총리 야스쿠니 신사 4차 참배
  - 2005년 10월 17일: 고이즈미 준이치로 총리 야스쿠니 신사 5차 참배
  - 2006년 4월 15일 : 아베 신조 관방장관 비밀 참배
  - 2006년 8월 15일 : 일본 종전기념일에 맞춰 고이즈미 총리가 21년만에 야스쿠니 신사 참배 (6차 참배)
  - 2009년 8월 15일 : 고이즈미 전 총리, 아베 신조 총리 야스쿠니 신사 참배
  - 2009년 10월 20일 : 일본 여야 의원 54명 야스쿠니 신사 단체 참배
  - 2010년 8월 15일 : 일본 민주당 집권후 첫 패전일, 각료 전원 전몰자 묘원 방문, 다니가키 사다카즈 자민당 총재와 오시마 다다모리 간사장, 아베 신조 전 총리가 야스쿠니 신사 참배
  - 2011년 4월 22일 : 일본 여야 의원 54명 야스쿠니 신사 단체 참배
  - 2011년 12월 26일 : 중국인 류창, 야스쿠니 신사 '신문'(神門) 방화
  - 2012년 8월 15일 : 하타 국토교통상 및 마쓰바라 국가공인위원회 위원장 야스쿠니 신사 참배
  - 2013년 4월 23일 : 일본 국회의원 168명 야스쿠니 신사 참배
  - 2013년 8월 15일 : 신도 요시타카 총무상 야스쿠니 신사 참배
  - 2013년 12월 26일 : 아베 신조 총리 야스쿠니 신사 참배
  - 2014년 1월 1일 : 신도 총무상 야스쿠니 신사 참배
  - 2014년 4월 12일 : 신도 총무상 야스쿠니 신사 참배
  - 2014년 8월 15일 : 일본 각료 3명 및 일본 국회의원 84명 야스쿠니 신사 참배
  - 2015년 4월 22일 : 에토 세이이치 총리 보좌관 및 일본 국회의원 야스쿠니 신사 단체 참배
  - 2015년 4월 28일 : 이나다 도모미 자민당 정조회장 야스쿠니 신사 참배
  - 2015년 5월 21일 : 아베 아키에 여사 야스쿠니 신사 참배
  - 2015년 8월 15일 : 일본 각료 3명 및 일본 국회의원 70명 야스쿠니 신사 참배
  - 2015년 8월 18일 : 아베 여사 야스쿠니 신사 참배
  - 2015년 10월 20일 : 일본 각료 3명 및 일본 국회의원 71명 야스쿠니 신사 참배

## 참고 문헌
- 「신지식의 최전선」최혜실, 조효제 외 2명 저, 한길사(2008년판)

## 같이 보기
- 야스쿠니 신사
- 국가신토
- 임오군란
- 청일 전쟁
- 러일 전쟁
- 만주사변
- 중일 전쟁
- 대동아 전쟁
- 태평양 전쟁
- 제2차 세계 대전
- 마지막 수업
- 포츠담 선언
- 극동 국제 군사 재판
- 샌프란시스코 강화 조약